# Sukagalih (Sukaratu)
Sukagalih is een bestuurslaag in het regentschap Tasikmalaya van de provincie West-Java, Indonesië. Sukagalih telt 4293 inwoners (volkstelling 2010).